# DNA Tour
DNA Tour fue la primera gira musical del cuarteto femenino británico Little Mix sirvió para promocionar su primer álbum de estudio DNA. fue anunciada por primera vez el 3 de septiembre de 2012 por la banda durante una entrevista con Ryan Seacrest. La gira inició el 15 de enero de 2013 en Rhyl, Reino Unido y terminó el 24 de febrero del mismo año en Belfast, Irlanda.

## Desarrollo
DNA Tour fue lanzado para promocionar el álbum debut de Little Mix, DNA. La gira fue anunciada el 3 de septiembre, después de que las chicas llegaron al número uno con Wings. Una lista completa de fechas fueron anunciadas el 4 de septiembre. El recorrido constaba de fechas en  Reino Unido e Irlanda . Incluyó las canciones de DNA, así como covers y popurrís.

## Actos de apertura
- The Mend
- ReConnected
- Lovable Rogues

## Lista de canciones
Acto 1
1. We Are Who We Are
2. Stereo Soldier
3. Super Bass (Nicki Minaj cover)
4. Love Drunk
5. Always Be Together
6. Wings
Acto 2
7. How Ya Doin'?
8. Going Nowhere
9. Girl Band Medley
10. Don't Let Go (Love) (En Vogue cover)
11. Turn Your Face
Acto 3
12. Red Planet
13. Madhouse
14. E.T. (Katy Perry cover)
15. Make You Believe
16. DNA
Encore
17. Change Your Life
18. Wings

## Fechas de la gira
| Europa                |               |             |                                  |
| 25 de enero de 2013   | Rhyl          | Reino Unido | Pavilion Theatre                 |
| 26 de enero de 2013   | Rhyl          | Reino Unido | Pavilion Theatre                 |
| 28 de enero de 2013   | Nottingham    | Reino Unido | Royal Concert Hall               |
| 29 de enero de 2013   | Edimburgo     | Reino Unido | Playhouse                        |
| 30 de enero de 2013   | Newcastle     | Reino Unido | City Hall                        |
| 1 de febrero de 2013  | Glasgow       | Reino Unido | Clyde Auditorium                 |
| 2 de febrero de 2013  | Sheffield     | Reino Unido | City Hall                        |
| 3 de febrero de 2013  | Liverpool     | Reino Unido | Echo Arena                       |
| 5 de febrero de 2013  | Wolverhampton | Reino Unido | Civic Hall                       |
| 6 de febrero de 2013  | Mánchester    | Reino Unido | O2 Apollo                        |
| 8 de febrero de 2013  | York          | Reino Unido | Barbican                         |
| 9 de febrero de 2013  | Blackpool     | Reino Unido | Opera House                      |
| 11 de febrero de 2013 | Plymouth      | Reino Unido | Plymouth Pavilions               |
| 12 de febrero de 2013 | Oxford        | Reino Unido | New Theatre                      |
| 13 de febrero de 2013 | Londres       | Reino Unido | Hammersmith Apollo               |
| 15 de febrero de 2013 | Brighton      | Reino Unido | Brighton Centre                  |
| 16 de febrero de 2013 | Bournemouth   | Reino Unido | Bournemouth International Centre |
| 18 de febrero de 2013 | Bristol       | Reino Unido | Colston Hall                     |
| 19 de febrero de 2013 | Cardiff       | Reino Unido | Motorpoint Arena                 |
| 21 de febrero de 2013 | Ipswich       | Reino Unido | Regent Theatre                   |
| 23 de febrero de 2013 | Dublín        | Irlanda     | Olympia Theatre                  |
| 23 de febrero de 2013 | Dublín        | Irlanda     | Olympia Theatre                  |
| 24 de febrero de 2013 | Belfast       | Irlanda     | Waterfront                       |